# Chorizema rhombeum
Chorizema rhombeum är en ärtväxtart som beskrevs av Robert Brown. Chorizema rhombeum ingår i släktet Chorizema och familjen ärtväxter. Inga underarter finns listade i Catalogue of Life.